# Médésicaste fille de Priam
Pour les articles homonymes, voir Médésicaste.
Dans la mythologie grecque, Médésicaste, fille du roi de Troie Priam, est une princesse troyenne.
Bâtarde de Priam selon l'Iliade, elle épouse un riche habitant de la ville de Pédéon, Imbrios. Ils vivent à la cour de Priam lorsqu'éclate la guerre de Troie, où Imbrios trouve la mort, frappé par la lance d'Ajax sous l'oreille. Ses armes seront emportées par les deux Ajax.

## Sources
- Homère, Iliade [détail des éditions] [lire en ligne] (XIII, 170-205)